# Desmodora irregularis
Desmodora irregularis is een rondwormensoort uit de familie van de Desmodoridae. De wetenschappelijke naam van de soort is voor het eerst geldig gepubliceerd in 1946 door Filipjev.